# Dodge Special
La Special è un'autovettura full-size prodotta dalla Dodge nel 1934. Era anche conosciuta come Serie DS.

## Storia
La Special, come i modelli omologhi Dodge Standard e Dodge Deluxe, era dotata di un motore a valvole laterali e sei cilindri in linea da 3.569 cm³ di cilindrata che sviluppava 87 CV di potenza. Il propulsore era anteriore, mentre la trazione era posteriore. Il cambio era a tre rapporti mentre la frizione era monodisco a secco.
Il modello era offerto in versione berlina quattro porte  e cabriolet due porte. Inoltre la vettura era disponibile anche con telaio nudo, cioè senza carrozzeria, allo scopo di dare la possibilità all'acquirente di completare la vettura dal proprio carrozziere di fiducia.